# Fawler
Fawler – osada i civil parish w Anglii, w Oxfordshire, w dystrykcie West Oxfordshire. W 2001 roku civil parish liczyła 86 mieszkańców.